# 利物浦路火车站1830号仓库

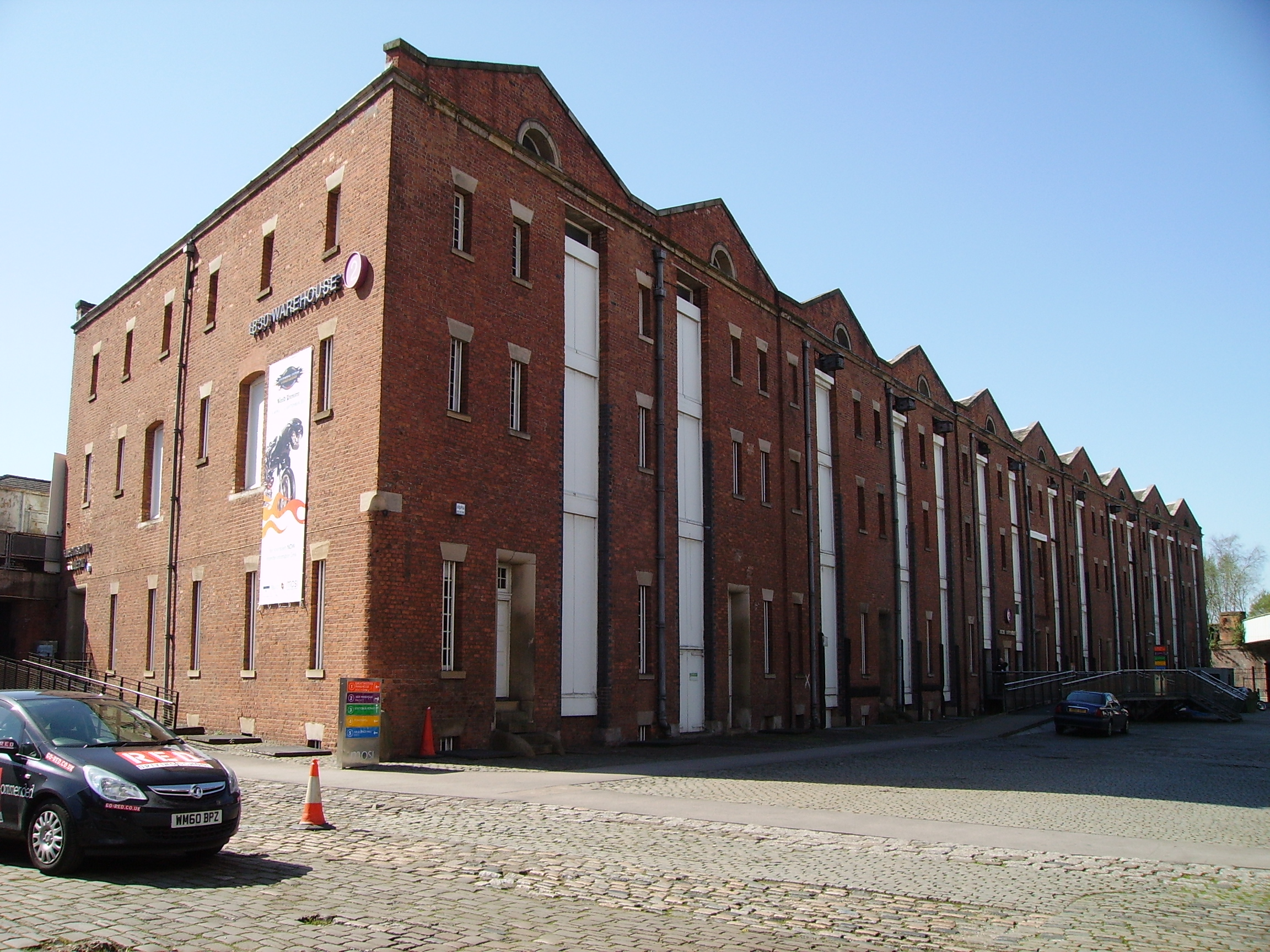
利物浦路火车站1830号仓库

1830号仓库（英語：1830 warehouse），位于英国曼彻斯特，是曼徹斯特利物浦路车站的一部分，始建于19世纪。它始建于1830年4月，总共建了五个月，普遍认为设计者是托马斯·黑格。是I级保护建筑，1972年5月利物浦路火车站1830号仓库被选为登录建筑。